# Небылицын, Владимир Дмитриевич
Влади́мир Дми́триевич Небыли́цын (21 августа 1930, Троицк, Челябинская область — 1 октября 1972, Чёрное море в районе Адлера) — советский психолог, последователь Б. М. Теплова, доктор педагогических наук, профессор (1968), член-корреспондент АПН СССР.

## Биография

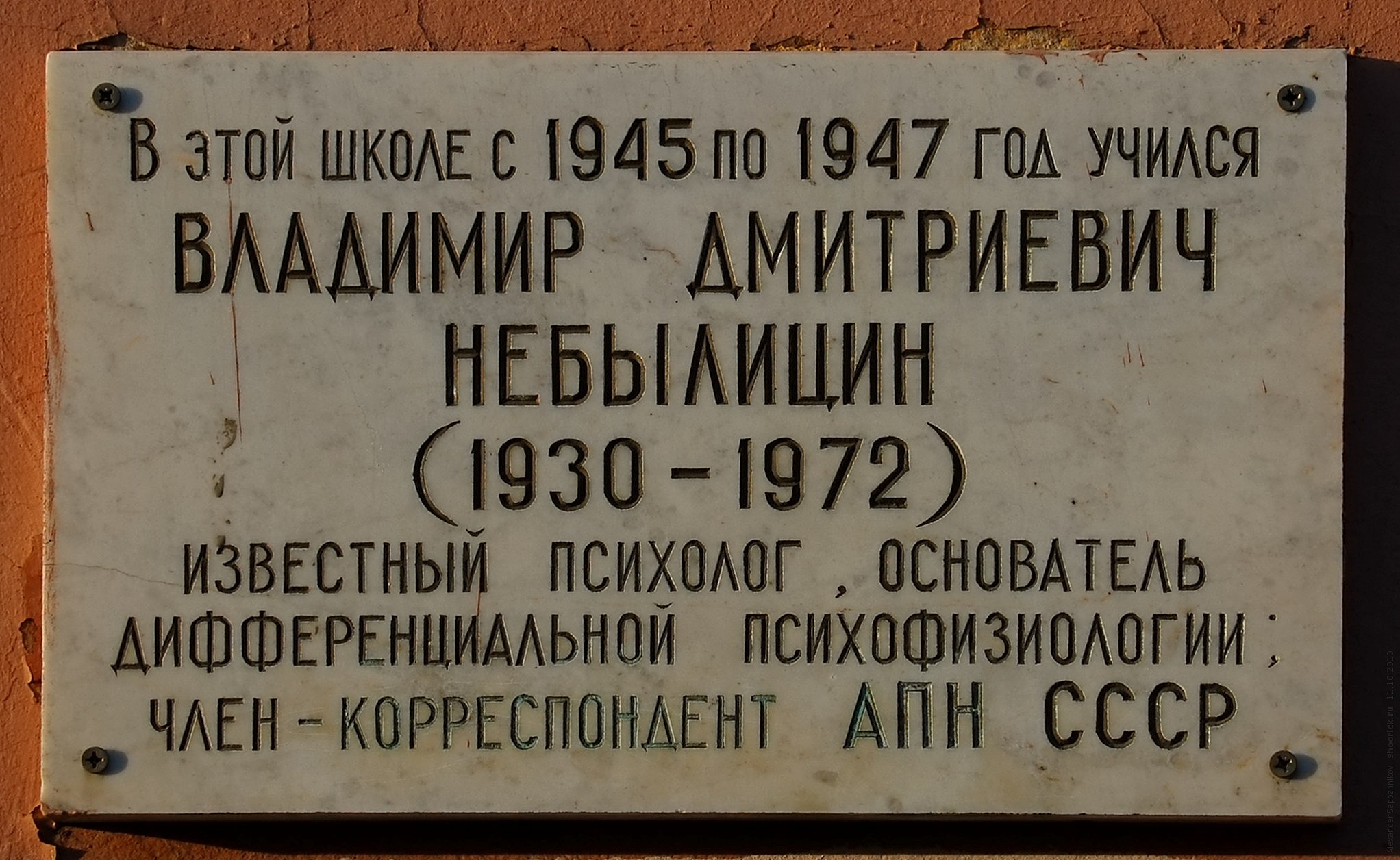
Мемориальная доска на стене школы

Учился в челябинской школе № 121, на стене которой ныне установлена мемориальная доска. В 1947 году поступил на отделение русского языка, логики и психологии филологического факультета МГУ (позднее факультет психологии МГУ). После окончания работал учителем и методистом Института усовершенствования учителей в Махачкале.
В 1954 году поступил в аспирантуру НИИ общей и педагогической психологии АПН СССР. Кандидат педагогических наук (1957, диссертация «Исследование силы и чувствительности нервной системы»). В 1965 году защитил докторскую диссертацию на тему «Основные свойства нервной системы человека». После смерти Б. М. Теплова руководил созданной тем лабораторией в НИИ общей и педагогической психологии, был заместителем директора института по научной работе.
Вице-президент Всесоюзного общества психологов. Заместитель председателя Редакционно-издательского совета АПН СССР. Член редколлегии журнала «Вопросы психологии». Заместитель ответственного редактора журнала «Новые исследования по психологии».

Плита колумбария В. Д. Небылицына на Новодевичьем кладбище Москвы

С первых дней основания Института психологии АН СССР (1971) — заместитель директора и заведующий лабораторией дифференциальной психологии.
На основе исследований Теплова разрабатывал основные принципы дифференциальной психофизиологии. Доказал гипотезу Теплова об обратной зависимости между силой нервной системы и чувствительностью. Описал новые свойства нервной системы, например, динамичность. Разработал ряд электрофизиологических методов исследования динамики нервных процессов, протекающих в головном мозге. Выдвинул гипотезу об общих свойствах нервной системы, которые лежат в основе таких личностных характеристик, как активность и саморегуляция. Один из пионеров использования факторного анализа в советской психологии.
Погиб в авиационной катастрофе самолёта Ил-18В над побережьем Чёрного моря в районе г. Адлер в 1972 в возрасте 42 лет . После его смерти, его лаборатория была переназвана как "Лаборатория дифференциальной психологии и психофизиологии В.Д.Небылицина Института Психологии Российской Академии Наук". Ее возглавил Русалов Владимир Михайлович, работавший тогда в этой лаборатории старшим сотрудников. В конце 1990х, эта лаборатория была расформирована, не смотря на традицию не расформировывать именные лаборатории и успехи в разработке активностно-специфического подхода в исследовании темперамента, который в свое время был предложен Небылициным.
Брат В. Д. Небылицына — химик Б. Д. Небылицын, преподавал в Челябинском государственном университете.

## Основные работы
Автор около 80 научных публикаций.
- Основные свойства нервной системы человека. М., 1966;
- Психофизиологические исследования индивидуальных различий. М., 1976.
- Teplov, B.M. & Nebylitsyn, V.D. (1963) Experimental study of properties of the nervous system in man. Journal of Highest Nervous Activity, 13: 789-797.
- Gray, J. A. (1964) Pavlov's typology. Oxford: Pergamon Press.
- Nebylitsyn, V. D. (1972) Fundamental properties of the human nervous system. NY: Plenum.Mecacci, L. & Brozek, J., Eds. (1973) Soviet psychophysiology. Soviet Psychology, 11 (no. 3) (special issue).
- Mecacci, L. & Brozek, J., Eds. (1973) Soviet psychophysiology. Soviet Psychology, 11 (no. 3) (special issue).
- Mecacci, L. (1976) Trends in the psychophysiology of individual differences. The Pavlovian Journal of Biological Science, 11: 93-104.
- Mecacci, L. (1987) Basic properties of the nervous system and arousal model in the light of current neurophysiology. In J. Strelau and H. J. Eysenck (eds.), Personality dimensions and arousal (pp.171-182). NY: Plenum Press.